# Shkrel
Shkrel è una frazione del comune di Malësi e Madhe in Albania (prefettura di Scutari).
Fino alla riforma amministrativa del 2015 era comune autonomo, dopo la riforma è stato accorpato, insieme agli ex-comuni di Gruemirë, Kastrat, Kelmend, Koplik e Qendër Koplik a costituire la municipalità di Malësi e Madhe.

## Località
Il comune era formato dall'insieme delle seguenti località:
- Dedaj
- Boge
- Bzhete
- Bzhete-Markaj
- Lohe e Sipeme
- Vrith
- Vuc-Kurtaj
- Zagore
- Qaf-Grade
- Rec
- Repishte
- Kokpapa